# 18 Months
18 Months —en español: 18 meses— es el tercer álbum de estudio del disc jockey y productor escocés Calvin Harris. Fue lanzado el 26 de octubre de 2012 por Columbia Records. Hasta mediados de agosto de 2013, vendió 650 000 copias en el Reino Unido, donde consiguió la doble certificación de disco de platino de la BPI y donde se convirtió en el único álbum en la historia en ubicar nueve sencillos entre los diez primeros lugares en la lista UK Singles Chart.
Harris reveló la portada del álbum el 13 de septiembre vía Twitter.

## Sencillos
- "Bounce" fue lanzado como primer sencillo del álbum el 10 de junio de 2011, con la colaboración de la cantante estadounidense de R&B, Kelis.[4] La canción alcanzó el número dos en el Reino Unido,[5] número uno en Escocia,[6] número seis en Irlanda,[7] y número siete en Australia.[8]

- "Feel So Close" fue lanzado como segundo sencillo el 19 de agosto de 2011.[9] Subió hasta el número siete en Australia,[8] dos en Irlanda y Reino Unido,[7][5]  y uno en Escocia.[10] La canción también se convirtió en el primer solo de Harris que entró en el Billboard Hot 100 en EE. UU., llegando al número doce.[11]

- "Let's Go" fue lanzado como tercer sencillo el 30 de marzo de 2012. Tiene la colaboración del cantante estadounidense de R&B, Ne-Yo.[12] Llegó al puesto diecisiete en Australia y Estados Unidos,[8][11] número seis en Irlanda[7] y al número dos en el Reino Unido y Escocia.[5][13] "Let's Go" fue usada en una propaganda de Pepsi Max.[14]

- "We'll Be Coming Back" fue lanzado como cuarto sencillo el 27 de julio de 2012.[15]  Tiene la colaboración del rapero y cantante inglés, Example. Llegó al número ocho en Australia,[8] número dos en el Reino Unido y número uno en Irlanda y Escocia.[16] Fue el primer sencillo de Harris y Example que llegó al número uno en Irlanda.[7][17]

- "Sweet Nothing" fue lanzado como quinto sencillo del álbum el 14 de octubre de 2012. Tiene la colaboración de la cantante inglesa, Florence Welch de Florence and the Machine.[18] Al principio del video, en el bar donde se desarrolla la trama, se escucha de fondo la canción School de Harris; que también está incluida en el álbum.

- "I Need Your Love" fue lanzado como sexto sencillo del álbum. Tiene la colaboración de la cantante inglesa, Ellie Goulding.

- "Thinking About You" fue lanzado como séptimo sencillo del álbum. Tiene la colaboración de la cantante jordana, Ayah Marar.

- El álbum también incluye sencillos lanzados anteriormente, tales como "Iron" con Nicky Romero y "Awooga".

## Lista de canciones
Toda la música compuesta por Calvin Harris con excepción de las señaladas. 
| 18 Months - CD Álbum |                                                 |                                                                                     |                            |          |  |
| N.º                  | Título                                          | Escritor(es)                                                                        | Artista(s) colaborador(es) | Duración |  |
| 1.                   | «Green Valley»                                  | Harris                                                                              |                            | 1:49     |  |
| 2.                   | «Bounce» (Radio Edit)                           | Harris                                                                              | Kelis                      | 3:42     |  |
| 3.                   | «Feel So Close» (Radio Edit)                    | Harris                                                                              |                            | 3:26     |  |
| 4.                   | «We Found Love»                                 | Harris                                                                              | Rihanna                    | 3:35     |  |
| 5.                   | «We'll Be Coming Back»                          | Harris, Elliot Gleave                                                               | Example                    | 3:54     |  |
| 6.                   | «Mansion»                                       | Harris                                                                              |                            | 2:07     |  |
| 7.                   | «Iron» (Nicky Romero & Calvin Harris)           | Nick Rotteveel, Harris                                                              |                            | 3:39     |  |
| 8.                   | «I Need Your Love»                              | Harris, Ellie Goulding                                                              | Ellie Goulding             | 3:54     |  |
| 9.                   | «Drinking from the Bottle»                      | Harris                                                                              | Tinie Tempah               | 4:00     |  |
| 10.                  | «Sweet Nothing»                                 | Harris, Tom Hull, Welch                                                             | Florence Welch             | 3:32     |  |
| 11.                  | «School»                                        | Harris                                                                              |                            | 1:47     |  |
| 12.                  | «Here 2 China» (Calvin Harris & Dillon Francis) | Harris, Dillon Hart Francis, Dylan Kwabena Mills                                    | Dizzee Rascal              | 2:32     |  |
| 13.                  | «Let's Go»                                      | Harris, Shaffer Smith                                                               | Ne-Yo                      | 3:52     |  |
| 14.                  | «Awooga»                                        | Harris                                                                              |                            | 3:51     |  |
| 15.                  | «Thinking About You»                            | Harris, Jonathon Gill, Wayne Hector, Marvin Humes, Aston Merrygold, Oritse Williams | Ayah Marar                 | 4:07     |  |

| Bonus tracks de la edición deluxe de iTunes Store |                                                         |                            |          |  |
| N.º                                               | Título                                                  | Artista(s) colaborador(es) | Duración |  |
| 16.                                               | «Bounce» (R3hab Remix)                                  | Kelis                      | 5:23     |  |
| 17.                                               | «We Found Love» (Extended Mix)                          | Rihanna                    | 5:45     |  |
| 18.                                               | «We'll Be Coming Back» (Original Extended Mix)          | Example                    | 6:33     |  |
| 19.                                               | «We'll Be Coming Back» (Michael Woods Remix)            | Example                    | 5:18     |  |
| 20.                                               | «Sweet Nothing» (Extended Mix)                          | Florence Welch             | 5:54     |  |
| 21.                                               | «Let's Go» (Extended Mix)                               | Ne-Yo                      | 6:01     |  |
| 22.                                               | «Awooga» (Extended Mix)                                 |                            | 7:13     |  |
| 23.                                               | «18 Months» (Continuous Mix)                            |                            | 52:54    |  |
| 24.                                               | «Bounce (Director's Cut)» (video musical)               | Kelis                      | 4:29     |  |
| 25.                                               | «Feel So Close (Director's Cut)» (video musical)        |                            | 4:06     |  |
| 26.                                               | «Let's Go (Director's Cut)» (video musical)             | Ne-Yo                      | 7:26     |  |
| 27.                                               | «We'll Be Coming Back (Director's Cut)» (video musical) | Example                    | 4:07     |  |
| 28.                                               | «Sweet Nothing (Director's Cut)» (video musical)        | Florence Welch             | 4:28     |  |

## Posicionamiento en listas y certificaciones
| Listas (2012–14)                | Mejor posición |
| ------------------------------- | -------------- |
| Australian Albums Chart         | 5              |
| Australian Dance Albums Chart   | 1              |
| Austrian Albums Chart           | 52             |
| Belgian Albums Chart (Flanders) | 50             |
| Belgian Albums Chart (Wallonia) | 44             |
| Canadian Albums Chart           | 8              |
| Dutch Albums Chart              | 48             |
| Finnish Albums Chart            | 38             |
| French Albums Chart             | 110            |
| German Albums Chart             | 63             |
| Irish Albums Chart              | 2              |
| Japanese Albums Chart           | 28             |
| Mexican Albums Chart            | 84             |
| New Zealand Albums Chart        | 4              |
| Norwegian Albums Chart          | 18             |
| Scottish Albums Chart           | 1              |
| Spanish Albums Chart            | 72             |
| Swedish Albums Chart            | 6              |
| Swiss Albums Chart              | 30             |
| UK Albums Chart                 | 1              |
| UK Dance Albums Chart           | 1              |
| US Billboard 200                | 19             |
| US Dance/Electronic Albums      | 1              |

| Listas (2012)                 | Posición |
| ----------------------------- | -------- |
| Australian Albums Chart       | 79       |
| Australian Dance Albums Chart | 8        |
| UK Albums Chart               | 17       |

## Certificaciones
| País   | Organismo certificador | Certificación | Ventas certificadas | Ref.   |
| ------ | ---------------------- | ------------- | ------------------- | ------ |
| México | AMPROFON               | Oro           | 30,000              | [ 59 ] |